# Головоломка (мультфильм)
«Головоло́мка» (англ. Inside Out) — американский анимационный фильм о взрослении 2015 года, созданный Pixar Animation Studios и распространяемый Walt Disney Studios. Режиссёром выступил Пит Доктер по сценарию, написанному им совместно с Мегом Лефовым и Джошем Кули. В фильме звучат голоса Эми Полер, Филлис Смит, Ричарда Кайнда, Билла Хейдера, Льюиса Блэка, Минди Калинг, Кейтлин Диас, Дайан Лейн и Кайла Маклахлена. Мультфильм «Головоломка» рассказывает о внутренней работе разума Райли, одиннадцатилетней девочки, которая приспосабливается к переезду своей семьи, поскольку пять персонифицированных эмоций управляют её мыслями и действиями.  
Мультфильм основан на оригинальной идее Пита Доктера, режиссёра фильма, наряду с Ронни дел Карменом и продюсером Йонасом Риверой.
Пит Доктер придумал «Головоломку» в октябре 2009 года, наблюдая за изменениями в личности своей дочери по мере её взросления. Впоследствии проекту дали зелёный свет, и Доктер и сорежиссёр Ронни Дель Кармен разработали историю, консультируясь с психологами и нейробиологами, чтобы точно изобразить разум. Работа над фильмом заняла пять с половиной лет при бюджете около 175 миллионов долларов. Значительные изменения в истории и персонажах фильма задержали график производства фильма.
Мультфильм дебютировал вне конкурса на 68-м Каннском кинофестивале 18 мая 2015 года. и был выпущен в кинотеатрах США 19 июня 2015 года. Он был хорошо принят средствами массовой информации за его мастерство, сценарий, тематику, сюжет и озвучивание ролей. Такие организации, как Национальный совет по обзору и Американский институт кино, назвали «Головоломку» одним из 10 лучших фильмов 2015 года. Он заработал 858,8 миллиона долларов по всему миру и стал седьмым самым кассовым фильмом 2015 года. Мультфильм «Головоломка» возглавил 88-й сезон премии «Оскар» с двумя номинациями (выиграв одну) и получил множество наград. Сиквел мультфильма, «Головоломка 2», был выпущен в 2024 году.

## Сюжет
Райли Андерсон — 11-летняя школьница, её поведение определяют пять базовых эмоций: Радость, Печаль, Страх, Гнев и Брезгливость. Эмоции живут в сознании девочки и каждый день помогают ей справляться с проблемами, руководя всеми её поступками. Они находятся в мозговом центре Райли. Также здесь копятся все воспоминания девочки за день. Они выглядят как небольшие стеклянные шарики различных цветов, обозначающих эмоцию, с которой связано то или иное воспоминание. В конце дня все они отправляются в специальное хранилище.
Существует несколько базовых воспоминаний, каждое из которых является основой для островков, характеризующих стороны личности Райли. Сначала все эмоции живут дружно, но после того как девочка с родителями переезжает из родной Миннесоты на новое место жительства в Сан-Франциско, привычный мир Райли рушится.
Печаль (вторая базовая эмоция), не знающая своей роли, пытается изменить эмоциональную окраску ярких воспоминаний жизни из Миннесоты. Первичная базовая эмоция Райли — Радость — пытается не допустить этого. В результате конфликта они случайно выпадают из мозгового центра и вместе с базовыми воспоминаниями попадают в долговременную память. Лишившись этих эмоций, Райли впадает в апатию, и в структуре её личности начинаются разрушительные изменения.
В долговременной памяти Радость и Печаль встречают розового котослонодельфина Бинго-Бонго — воображаемого друга Райли из раннего детства, которого она уже стала забывать. Он соглашается помочь им вернуться в мозговой центр. Они проходят через абстрактное мышление, воображение, сны и подсознательные страхи. Всё это сопровождается разрушением почти всех островков личности Райли.
Тем временем в мозговом центре оставшиеся эмоции тщетно пытаются управлять жизнью Райли, но под их влиянием девочка не может справиться должным образом с жизненными ситуациями, ссорится с родителями и подругой и вдобавок бросает своё увлечение хоккеем. В конечном итоге, под управлением Гнева, она принимает решение сбежать в родную Миннесоту, чтобы «наверстать новых базовых воспоминаний», украв у родителей деньги на билет.
На пути к мозговому центру Радость и Бинго-Бонго попадают в Пропасть Забвения, куда выбрасываются все воспоминания, утратившие со временем эмоциональную окраску. Там эти воспоминания окончательно развеиваются. Бинго-Бонго жертвует собой, чтобы помочь Радости выбраться из пропасти, и растворяется на дне пропасти забвения навсегда.
В то же время Радость, прежде считавшая себя важнейшей эмоцией и высокомерно относившаяся к Печали, осознаёт, что невозможно управлять сложной жизнью человека в одиночку, и мирится с Печалью (тогда же выясняется и роль Печали — утешать Райли после неудач). Вернувшись в мозговой центр, Радость и Печаль восстанавливают с помощью глубинных воспоминаний (при этом Радость не только отдаёт воспоминания в руки Печали, но и впервые подпускает её к пульту управления) уже почти разрушенную структуру личности, в результате чего Райли, сбежавшая было из дома, возвращается обратно, мирится с родителями и налаживает свою жизнь.
С момента тех событий проходит год. Личность Райли становится сложнее и богаче, а воспоминания из однозначно одноцветных превращаются в разноцветные и приобретают оттенки благодаря тому, что каждая из эмоций теперь работает вместе с остальными. В связи с этим в головном отделе устанавливают новый пульт управления. Райли снова идёт на хоккей и знакомится с мальчиком.
В конце фильма демонстрируются эмоции остальных людей, а также животных.

## Роли озвучивали
| Актёр             | Роль                                |
| ----------------- | ----------------------------------- |
| Эми Полер         | Радость                             |
| Филлис Смит       | Печаль                              |
| Минди Калинг      | Брезгливость                        |
| Льюис Блэк        | Гнев                                |
| Билл Хейдер       | Страх                               |
| Ричард Кайнд      | Бинго-Бонго воображаемый друг Райли |
| Кейтлин Диас      | Райли Андерсон                      |
| Кайл Маклахлен    | Билл Андерсон отец Райли            |
| Дайан Лейн        | Джилл Андерсон мать Райли           |
| Пола Паундстон    | Чистильщица памяти Пола             |
| Бобби Мойнахан    | Чистильщик памяти Бобби             |
| Карлос Алазраки   | Бразильский вертолётчик             |
| Джош Кули         | Клоун Лысик                         |
| Пола Пелл         | Режиссёр снов                       |
| Ларейн Ньюман     | Страх Джилл Андерсон                |
| Шерри Линн        | Радость Джилл Андерсон              |
| Пола Пелл         | Гнев Джилл Андерсон                 |
| Мег Райан         | Брезгливость Джилл Андерсон         |
| Лори Алан         | Печаль Джилл Андерсон               |
| Пит Доктер        | Гнев Билла Андерсона                |
| Карлос Алазраки   | Страх Билла Андерсона               |
| Фрэнк Оз          | Подсознательный хранитель Дэйв      |
| Дэйв Гольц        | Подсознательный хранитель Фрэнк     |
| Джон Ратценбергер | Фриц                                |
| Фрэнк Уэлкер      | Радужный единорог                   |
| Льюис Блэк        | Эмоции водителя                     |
| Фли               | Мозгополицейский Джейк              |
| Рашида Джонс      | эмоции крутой девчонки              |

## Темы и анализ
Важным аспектом «Головоломки» является то, как в фильме изображаются эмоции и воспоминания. Основные воспоминания в фильме позволяют Райли вспомнить предыдущие переживания, которые контролируют её эмоции, и могут позволить «мысленное путешествие во времени». В фильме воспоминания показаны в виде полупрозрачных шаров, которые заключают в себе события, с разным оттенком в зависимости от настроения каждого воспоминания. Наташа Мур из австралийской ABC News подробно рассказала, что «по мере того, как беззаботная жизнь Райли усложняется, […] попытки Радости обеспечить непрерывное счастье становятся все более невротическими».
Другой темой была забывчивость, представляющая «распространенную, но неподтвержденную теорию». Воспоминания стали «менее красочными и более тусклыми», которые становятся «темными и серыми» из-за прогрессирующей продолжительности возраста и не могут быть восстановлены. Они были отправлены на «Свалку памяти», где они превращаются в пыль и исчезают, что соответствовало «теории распада забвения», приводящей к «постоянной потере информации». Антония Пикок и Джексон Кернион из Vox упомянули, что у забывчивости есть записи, которые «не растворяются в воздухе на дне вашего подсознания», и иногда ссылаются на тему как на «вопрос о том, чтобы позволить записи памяти выйти из употребления, настолько, что нейронный путь к этой записи теряется». Эмили Йошида из The Verge описала персонажа Бинга Бонга как «логического преемника» «забытых, нелюбимых игрушек» франшизы «История игрушек».
Научная основа
Для соблюдения научной точности сюжета были приглашены психологи и специалисты по мимике Пол Экман и Дейчер Келтнер.

## Производство
Впервые Walt Disney Studios сообщила о фильме на сайте D23 Expo в 2011 году:

«Режиссёр Пит Доктер готовит новый удивительный мультфильм, который расскажет нам о мире, о существовании которого знают все, но никто его не видел — мир внутри человеческого разума».— Сообщение Walt Disney Studios на выставке англ. D23 Expo.
В начале декабря того же года в интервью Джон Лассетер рассказал, что действие будет происходить в разуме девочки, а главными героями станут человекоподобные эмоции.
В 2012 году он представил более подробную информацию о фильме:

«Пит постоянно пытается выяснить что-то, с чем мы так или иначе знакомы… он всё время ищет такого рода вещи. Вы часто смотрите на людей, и они делают такое, что заставляет вас подумать „О чём они думают?“ или когда песня застревает в вашей голове и вы не в состоянии избавиться от неё. Но есть странная штука, которая происходит со всеми нами. Эмоции захватывают нас, будь то злость или радость, вы вдруг начинаете хихикать и хохотать, и вы уже не можете остановиться. Он подумал: „Я изучу это, я объясню это“ Главными героями станут эмоции этой девочки, а действие будет происходить у неё в голове. Мультфильм расскажет о том, как эмоции контролируют всё, что у нас происходит. Это очень оригинально, и это не похоже на всё, что вы видели до этого, кроме того, это объясняет, что вы видели».
В 2013 году сам режиссёр описал мультфильм, назвав его «самой сложной историей, над которой мне когда-либо приходилось работать», так как в мультфильме одновременно будет показано, что делает девочка, и что творится у неё в голове.
Он дал подробную информацию о создании персонажей: «Персонажи создаются с такой энергией, потому что мы пытаемся представить, как эти эмоции будут выглядеть. Они состоят из частиц, которые на самом деле движутся. Вместо того, чтобы состоять из плоти и крови, они являются сгустками энергии». Bleeding Cool опубликовала статью о том, что новым фильмом Пита Доктера будет «Внутри разума». 8 февраля 2013 года, ComingSoon.net сообщил, что фильм будет называться «Inside Out». Disney/Pixar официально объявила название на Twitter 17 апреля 2013 на Cinema Con. 9 августа 2013 года, на D23 Expo было объявлено, что Эми Полер, Льюис Блэк, Минди Калинг, Билл Хейдер и Филлис Смит присоединились к актёрскому составу фильма.

## Музыкальное сопровождение
Саундтрек был выпущен Walt Disney Records 16 июня 2015 года.
Список композиций
Все композиции были написаны Майклом Джаккино.
| №                   | Название                                     | Длительность                   |
| ------------------- | -------------------------------------------- | ------------------------------ |
| 1.                  | «Bundle of Joy»                              | 2:48                           |
| 2.                  | «Team Building»                              | 2:18                           |
| 3.                  | «Nomanisone Island/National Movers»          | 4:20                           |
| 4.                  | «Overcoming Sadness»                         | 0:51                           |
| 5.                  | «Free Skating»                               | 0:59                           |
| 6.                  | «First Day of School»                        | 2:02                           |
| 7.                  | «Riled Up»                                   | 1:02                           |
| 8.                  | «Goofball No Longer»                         | 1:11                           |
| 9.                  | «Memory Lanes»                               | 1:22                           |
| 10.                 | «The Forgetters»                             | 0:50                           |
| 11.                 | «Chasing the Pink Elephant»                  | 1:55                           |
| 12.                 | «Abstract Thought»                           | 1:47                           |
| 13.                 | «Imagination Land»                           | 1:25                           |
| 14.                 | «Down in the Dumps»                          | 1:47                           |
| 15.                 | «Dream Productions»                          | 1:43                           |
| 16.                 | «Dream a Little Nightmare»                   | 1:50                           |
| 17.                 | «The Subconscious Basement»                  | 2:01                           |
| 18.                 | «Escaping the Subconscious»                  | 2:09                           |
| 19.                 | «We Can Still Stop Her»                      | 2:54                           |
| 20.                 | «Tears of Joy»                               | 2:39                           |
| 21.                 | «Rainbow Flyer»                              | 2:58                           |
| 22.                 | «Chasing down Sadness»                       | 1:45                           |
| 23.                 | «Joy Turns to Sadness/A Growing Personality» | 7:49                           |
| 24.                 | «The Joy of Credits»                         | 8:18                           |
| Общая длительность: | Общая длительность:                          | Общая продолжительность: 58:43 |

| №   | Название                                                        | Длительность |
| --- | --------------------------------------------------------------- | ------------ |
| 25. | «Lava» (Из короткометражного фильма студий Disney•Pixar «Лава») | 5:46         |

## Видеоигры
18 июня 2015 года компания Disney Mobile Games выпустила мобильную игру Inside Out: Thought Bubbles для Apple App Store, Google Play, Amazon Appstore и Windows Store. Игра создана в 3D-анимации с участием актёров озвучки мультфильма. Главные действующие лица игры — эмоции Райли, с помощью которых игрок сортирует «пузырьки памяти».

## Критика
На сайте агрегаторе рецензий Rotten Tomatoes рейтинг одобрения составляет 98 % на основе 379 профессиональных отзывов со средней оценкой 8,9 балла из 10. Критический консенсус гласит: «Изобретательный, великолепно анимированный и сильно трогательный фильм Это ещё одно выдающееся дополнение к библиотеке современной классики анимации Pixar». Metacritic присвоил мультфильму 94 балла из 100 на основе 55 рецензий, что указывает на «всеобщее признание».

## Награды и номинации
- 2015 — премия Национального совета кинокритиков США за лучший анимационный фильм.
- 2015 — премия «Спутник» за лучший анимационный фильм, а также 4 номинации: лучший оригинальный сценарий (Пит Доктер, Мег Лефов, Джош Кули), лучшая оригинальная музыка (Майкл Джаккино), лучший звук, лучшее издание на Blu-ray.
- 2016 — премия «Оскар» за лучший анимационный фильм (Пит Доктер, Джонас Ривера), а также номинация в категории «лучший оригинальный сценарий» (Пит Доктер, Мег Лефов, Джош Кули, Ронни Дель Кармен).
- 2016 — премия «Золотой глобус» за лучший анимационный фильм.
- 2016 — премия BAFTA за лучший анимационный фильм (Пит Доктер), а также номинация в категории «лучший оригинальный сценарий» (Пит Доктер, Мег Лефов, Джош Кули).
- 2016 — премия «Сатурн» за лучший анимационный фильм.
- 2016 — 10 премий «Энни»: лучший анимационный фильм, лучшая режиссура (Пит Доктер), лучший сценарий (Пит Доктер, Мег Лефов, Джош Кули), лучшая анимация персонажей (Эллисон Ратленд), лучший дизайн персонажей (Альберт Лосано), лучшая озвучка (Филлис Смит), лучшая музыка (Майкл Джаккино), лучшая работа художника (Ральф Эгглстон), лучшая раскадровка (Тони Роузнаст), лучший монтаж (Кевин Нолтинг). Кроме того, лента получила ещё 4 номинации.
- 2016 — премия «Империя» за лучший анимационный фильм, а также номинация в категории «лучшая комедия».
- 2016 — Премия Гильдии продюсеров США лучшему продюсеру анимационного фильма (Джонас Ривера).
- 2016 — номинация на премию «Бодиль» за лучший американский фильм.
- 2016 — номинация на премию «Давид ди Донателло» за лучший зарубежный фильм (Пит Доктер, Ронни Дель Кармен).
- 2016 — номинация на премию Лондонского кружка кинокритиков за лучший фильм года.

## Сиквел
14 августа 2015 года Pixar продемонстрировала фрагмент короткометражки «Первое свидание Райли?» (англ. Riley's First Date?), продолжающей сюжет «Головоломки». Релиз короткометражки состоялся 3 ноября 2015 как дополнение к основному мультфильму, вышедшему на Blu-ray.
В сентябре 2022 года во время D23 Expo Disney и Pixar официально анонсировали «Головоломку 2», Эми Полер вновь озвучит Радость. Сиквел «расскажет о голове Райли в качестве подростка и представит новые эмоции». Режиссёром стала Келси Манн, продюсером — Марк Нильсен, а сценаристом — Мег Лефов. Премьера состоялась 14 июня 2024 года.